# Chikoppa, Yelbarga
Chikoppa là một làng thuộc tehsil Yelbarga, huyện Koppal, bang Karnataka, Ấn Độ.